# Gnathonarium dentatum orientale
Gnathonarium dentatum là một loài nhện trong họ Linyphiidae.
Loài này thuộc chi Gnathonarium. Gnathonarium dentatum orientale được Octavius Pickard-Cambridge miêu tả năm 1872.